# Thaíde
Altair Gonçalves (São Paulo, 5 de novembro de 1967), mais conhecido pelo seu nome artístico de Thaíde, é um rapper, compositor, produtor, apresentador e ator brasileiro. Começou sua carreira nos anos 80 e fez muito sucesso nos 90, cantando em parceira com o paulistano DJ Hum, a dupla Thaíde & DJ Hum. Também foi apresentador do programa Yo! MTV Raps, da MTV Brasil, voltado ao rap e à black music. Thaíde faz parte da velha escola do rap nacional, iniciou sua carreira no início dos anos 80 como um dos fundadores da equipe de break Back Spin. Ao lado de seu ex-parceiro DJ Hum, foi um dos primeiros artistas de rap do país a gravar, participou da primeira coletânea de rap Hip-Hop Cultura de Rua, que veio a ganhar projeção nacional com o sucesso da clássica Corpo Fechado. 
Com o tempo, sua carreira ganhou respeito nacional e internacional, além de excelente receptividade tanto do público como da crítica, graças a sucessos como A Noite, Afro brasileiro, Apresento meu amigo e o mega hit Senhor Tempo Bom. Hoje, ao lado dos Racionais MCs, é considerado um dos principais nomes do rap brasileiro. Recentemente, fez uma participação especial no filme e seriado Antônia na Rede Globo, com o personagem Marcelo Diamante. Thaíde também participou do filme Caixa Dois em uma rápida aparição. Em abril de 2009 assumiu o comando do programa Manos e Minas, da TV Cultura, saindo do programa um ano depois. Assinou contrato com a TV Bandeirantes em 2010, e apresentou o programa A Liga nesta mesma emissora, junto com Cazé Peçanha, Mariana Weickert e Mel Fronckowiak e o programa Metro Black da Rádio Metropolitana FM de São Paulo junto com a radialista Marcela Rocha.

## Biografia

### Infância e Adolescência
Foi criado na Vila Missionária, periferia da Zona Sul paulistana, Altair Gonçalves, o Thaíde, cresce ouvindo AM, sambas de malandragem e de breque, forrós e música brega, além de gringos como Commodores, Temptations e Barry Manilow. Mas aquele que, ao lado de seu ex-parceiro DJ Hum, seria um dos pilares do hip hop nacional, não imagina que o seu destino seria apresentado no início dos anos 1980 pelo programa televisivo Comando da Madrugada, apresentado por Goulart de Andrade:
| “ | "Era madrugada. Estava tocando The big through down e o Goulard de Andrade falou assim, e nós estamos aqui num baile da Chic Show tradicional equipe de som das décadas de 1970 e de 1980. e vocês não têm ideia do que estes crioulos fazem lá embaixo. Vem comigo! Aí a câmera foi dxxescendo, e aquele som aumentando. Foi quando eles mostraram o Nelson Triunfo e outros caras dançando break. Falei comigo mesmo, taí, é isso aí que nós somos", relata no livro Pergunte a quem conhece: Thaíde". | ” |

O pernambucano Nelson Triunfo e sua equipe Funk Cia já naquela época se apresentam em programas de TV e, principalmente, no centro da capital paulista, na rua 24 de Maio. Foi aí que Thaíde e seu amigo Mario veem pela primeira vez ao vivo e a cores a dança flexiva-robótica do break. O impacto foi tamanho que montam o grupo Black Panthers, de vida curta. Em seguida, nasce a Dragon Breakers, que se apresenta no programa de TV Barros de Alencar, onde Thaíde conhece o Marcelinho, da Furious Breakers. Sugere, então, que a Dragon e a Furious se unam e se transformem na Back Spin Crew. E foi o que acontece naquele 1984 que terminava. Thaíde já risca algumas letras e rimas em cima de outras músicas. O estímulo para a composição parte de amigos como o Cláudio (que também frequentava a Archote, casa noturna em Moema) e Marco Tadeu Telésforo, que se firma como parceiro de suas primeiras canções (Corpo fechado, A noite, Algo vai mudar, Homens da lei e Falsidade). Foi também na Archote que conhece Humberto Martins, o DJ Hum, discotecário da casa.
Nessa época, a equipe Back Spin resolve não ficar na mesma área do Nelson Triunfo, que já sofria com a polícia, e faz do Parque do Ibirapuera seu primeiro quartel general. Ali se juntam outras equipes de dança, além da rapaziada do skate e daí sugira um novo terreiro para o break: a estação de metrô São Bento. Começa ali a geopolítica do hip hop brasileiro. Como Thaide afirma em sua biografia, nem sempre era possível curtir o som direto dos aparelhos que levam para a estação de metrô: ou porque os seguranças não deixam utilizar a energia elétrica da estação ou porque as pilhas acabam. Assim, aproveitando sua experiência com atabaques, Thaíde segura a percussão tocando em latas de lixo e improvisando rimas. 
| “ | "Com o passar do tempo, isso já por volta de 1987, sem que nós procurássemos ninguém, todo mundo começou a ir a São Bento. Nunca ligamos para um jornal, revista ou emissora de televisão, e de repente o local estava cheio de jornalistas querendo fazer matérias. | ” |

Grande parte disso eu acho que se deve à presença do pessoal do underground, que havia nos descoberto antes e tinham bastante contato com a mídia. Os caras do Fábrica Fagus e o Skowa sempre estavam por lá e acho que foi o pessoal do Fábrica que levou o Nasi, vocalista do Ira!, para conhecer o lugar, relevou no livro Pergunte a quem conhece: Thaíde. E foi por meio do Nasi e do Fábrica que Thaíde participa da festa My Baby (com destaque para o hip hop), realizada naquele 1987 no finado Teatro Mambembe. É intimado a apresentar um som. Leva Consciência, que tem as bases feitas pelo Nasi e pelo Fábrica. É a primeira vez que entra em um estúdio, como é também sua estreia em palco. Aplaudido, com direito a bis, Thaíde é surpreendido por Pena Schmidt, diretor artístico da gravadora multinacional CBS (hoje Sony), que o convida a gravar um disco. Surpreendentemente, o rapaz que não sonhava ser artista nega que não está pronto.

#### Thaíde & DJ Hum
Mas nesta mesma festa, Thaíde se encontra com DJ Hum e o intima a firmarem uma parceria profissional. Um não sabia fazer scratch direito, e outro não sabia rimar direito. E está dada a largada a um dos casamentos artísticos mais frutíferos do rap nacional. Somente um ano depois da formação, a dupla sobe no palco. Segundo Thaíde, diferentemente do que se pode pensar, é a turma do underground quem arruma lugares para os rappers debutantes se apresentarem. A periferia comparece somente mais tarde.
1988 é um ano crucial. A gravadora Eldorado convida Rôo, do O Credo, grupo frequentador da São Bento, a selecionar outros nomes daquela cena nascente para gravar um LP. E assim faz: O Credo, Código 13, MC Jack e Thaíde & DJ Hum cravam cada um duas faixas em Hip Hop cultura de rua. A coletânea alcança a marca de 60 mil cópias vendidas e faz de Corpo fechado seu grande abre-alas. Além desta, Thaíde & DJ Hum gravam Homens de lei, ambas produzidas por Nasi e André Jung (Ira!). O sucesso de Corpo fechado e do disco garante à dupla uma dezena de shows pelo Brasil e o tapete vermelho para o primeiro álbum individual. Produzido por Nasi e Jung, Pergunte a quem conhece (Eldorado, 1989) reúne músicas como Consciência, Cláudio, eu tive um sonho, Homens de lei, Minha mina (que tem, originalmente, uma citação de Você, do ídolo Tim Maia, mas como o autor não autoriza, têm de destruir os 1500 LPs da primeira prensagem) e Corpo fechado. O êxito comercial do disco leva a dupla pelo Brasil afora e a programas de rádios e de TV. 
No entanto, o segundo disco de carreira, Hip Hop na veia (Eldorado, 1990), não repete o caminho de seu antecessor e decepciona a gravadora. Precisávamos dizer que o hip hop não era uma cultura de moleques. Pregávamos a consciência e a responsabilidade, afirma em seu livro. O LP traz as músicas Luz negra e Por um triz. Do outro lado, e no mesmo ano, os Racionais MCs injetam novo tônico ao incipiente rap nacional com seu disco de estreia, Holocausto Urbano. Descontentes com a Eldorado, Thaíde & DJ Hum assinam com a Independente TNT, que lançou em 1992 Humildade e coragem são nossas armas para lutar. A independência deu resultado com o disco repercutindo bem, ancorado pelas músicas A noite e Nada pode me parar. 
No início da década de 1990, o hip hop ganha mais vozes (Gabriel O Pensador, Pavilhão 9) e até um evento oficial com apoio da Prefeitura de São Paulo (Mostra Nacional de Hip Hop, 1993). Em paralelo, Thaíde & DJ Hum moldam uma homenagem ao povo tupiniquim, materializada no álbum Brava Gente (Hip Hop Brasil, 1994), e mais um petardo, Afro-brasileiro, lançado em single pelo então recém-criado selo da dupla, o Brava Gente. A música integrou o disco seguinte, Preste atenção (Brava Gente/Eldorado, 1996), que revelou um dos grandes sucessos do rap nacional, Senhor tempo bom, uma faixa memorialística com recortes da infância e da adolescência de Thaíde, e dos cenário da música negra brasileira dos anos 70 e 80. Outros marcos deste CD foram Malandragem dá um tempo e Desabafo de um homem pobre, que revela o período de maior dificuldade emocional e financeira que o autor passava na época que antecedeu a gravação. O êxito comercial do álbum liquidou a crise de Thaíde, realimentando sua fé artística, e garantiu nos anos 1997 e 1998 um grande circuito de shows pelo país. 
Em nova gravadora, a dupla lança Assim Caminha a Humanidade (Trama, 2000), no mesmo ano em que viaja para Cuba e Thaíde para Assaré (CE), onde conhece o cordelista Patativa do Assaré (1909-2002), encontro que marcou sua carreira artística. Ainda em 2000, substituiu KL Jay, dos Racionais MCs, no comando do programa televisivo Yo!, da MTV. No período em que o hip hop ganha mais espaço (Casa do Hip Hop em Diadema, Academia Brasileira de Rimas, documentários teses, livros, novos discos e artistas), a parceria entre Thaíde & DJ Hum apresenta ranhuras, mas Assim caminha a humanidade é uma tentativa de superar a fase braba. Como remédio, convidam os camaradas do rap para festejar o momento que o ritmo e poesia nacionais vivem. SNJ, RZO, SP Funk, Sabotage (1973-2000), Estado Crítico, Xis e Nelson Triunfo participam do CD, que trouxe músicas como Sangue bom e O desafio do rap embolada. As divergências e os projetos individuais superam os planos da dupla que, em 2001, colocou um ponto final na história.

#### Carreira Depois do Fim da Dupla
Nos anos seguintes, Thaíde amplia seu leque de atuação. Integra em 2002 a Edição Especial, banda do baixista Sérgio Bartollo que embala funk, soul, jazz e rap. Em 2003 é curador do Agosto Negro, festival de rap de origem cubana também realizado em São Paulo, e no ano seguinte publica o livro Pergunte a quem conhece: Thaíde (Labortexto), escrito em parceria com o jornalista César Alves, em que fala de sua trajetória no hip hop nacional. O livro traz um CD com a música Caboclinho comum e dois remixes, seu primeiro registro fonográfico depois do fim da parceria com o DJ Hum. Em 2006, o multimídia Thaíde destaca-se na dramaturgia ao encarnar Marcelo Diamante em Antônia, seriado que virou filme da cineasta Tata Amaral. Participa também de Caixa Dois, de Bruno Barreto e o Filme Dois coelhos.
Com tanto trabalho, o disco solo demora para sair, mas em 2007 Thaíde Apenas tem a música dançante (o hit Pra cima), além de confirmar sua veia narrativa (Pilantras de plantão e Expresso da favela) e contar com o Z'África Brasil em Zé Lirou Pipou. No início de 2009, Thaide entrou no lugar de Rappin' Hood no comando do programa Manos e Minas (TV Cultura). Em 2010 foi para Rede Bandeirantes, para ser um dos apresentadores do programa A Liga.
Em 2017, participou, junto com sua esposa Ana P. Onofre, do reality show Power Couple Brasil exibido pela RecordTV e apresentado por Roberto Justus, porém o casal foi o 2° eliminado do programa. Depois voltaram na repescagem promovida pela atração, ambos venceram a repescagem e voltaram para a disputa, sendo eliminados durante a Final do programa fincando em 4º Lugar entre 12 casais que disputavam o prêmio.
Em 2018, participa como jurado do talent show Canta Comigo da Record TV.
Em 2019 Thaíde tornou-se embaixador do projeto Recicla Sampa (Prefeitura SP).

## Ancestralidade
Em 2021 submeteu-se a um teste de DNA para investigar sua ancestralidade genética. Segundo o procedimento realizado, o rapper é descendente de angolanos, norte-africanos, irlandeses e indígenas. 

## Discografia

### Thaíde
- (2005) Caboclinho Comum
- (2007) Thaide Apenas
- (2014) Malandragem é viver! (EP)
- (2015) Pra Cima (Remix Single)
- (2017) Vamo que vamo que o som não pode parar[6]

### Thaíde & DJ Hum
- (1988) Hip-Hop Cultura de Rua (coletânea)
- (1989) Pergunte a quem Conhece
- (1990) Hip Hop na Veia
- (1992) Humildade e Coragem são as Nossas Armas para Lutar
- (1994) Brava Gente
- (1995) Afro-Brasileiro (single)
- (1996) Preste Atenção
- (1997) O Começo: 87/91 - Coletânea
- (2000) Assim Caminha a Humanidade

### Thaíde e Da Guedes (Porto Alegre)
- (2002) Morro seco, mas não me entrego - Cantou junto com o grupo Da Guedes de Porto Alegre o sucesso Bem Nessa

## Televisão
| Ano           | Nome                          | Personagem       |
| ------------- | ----------------------------- | ---------------- |
| 2003-2007     | Megaliga MTV de VJs Paladinos | Thaide (voz)     |
| 2006−2007     | Antônia                       | Marcelo Diamante |
| 2007          | Batalha, a Guerra do Vinil    | Thaide (voz)     |
| 2010-2016     | A Liga                        | Apresentador     |
| 2017          | Power Couple Brasil           | Participante     |
| 2018-presente | Canta Comigo                  | Jurado           |

## Cinema
| Ano  | Nome            | Personagem       |
| ---- | --------------- | ---------------- |
| 2006 | Antônia (filme) | Marcelo Diamante |
| 2007 | Caixa Dois      | Pai do aluno     |
| 2012 | 2 Coelhos       | Velinha          |

## Prêmios
| Ano  | Prêmio                  | Categoria                                    | Ref   |
| ---- | ----------------------- | -------------------------------------------- | ----- |
| 2001 | Prêmio Hutúz            | Personalidade do Ano                         | [ 7 ] |
| 2007 | Prêmio Qualidade Brasil | Televisão: Melhor Ator Revelação por Antônia | [ 8 ] |

## Livros
- Pergunte a quem conhece: Thaide., 2004
- Thaide: 30 anos mandando a letra, 2016